# Naftalen
Naftalen (prema: nafta; stariji naziv: naftalin i naftadin; C10H8), kondenzirani aromatski ugljikovodik.

## Dobivanje
Dobiva se iz katrana kamenog ugljena ili rafinerijskih proizvoda

## Svojstva i osobine
Tvori tanke listićaste kristale karakteristična i prodorna mirisa. Talište mu je na 81 °C, a vrelište na 218 °C. Hlapi s vodenom parom i lako sublimira. Gori svijetlim plamenom, pri čem nastaje velika količina čađe i crnog dima. Netopljiv je u vodi, topljiv u vrućem alkoholu, benzenu, kloroformu i eteru.
Oksidacijom s primjerice kalijevim permanganatom se dobiva ftalna kiselina.
Poznate su i dva otapala i goriva izvedena iz naftalena: deklain (dekahidronaftalen; C10H18) i tetralin (tetrahidronaftalen; C10H12)

## Upotreba
Pakirao se je staklenim tamnim posudama. Danas je izbačen iz uporabe jer je kancerogen.

Nekad je imao široku uporabu za konzerviranje drva i kao štavilo za kožu, kao insekticid, u prvom redu protiv moljaca (kao mirišljave kuglice). U najvećim količinama se je rabio kao sirovina u kemijskoj industriji: hidrogenacijom daje goriva, te otapala tetralin i dekalin, organskom sintezom naftole, naftilamine, naftalensulfokiseline i druge međuproizvode industrije bojila, lijekova, mirisa, polimernih materijala, omekšivača i dr.